# Championnat d'Australie de football 2012-2013
Navigation
Saison précédente Saison suivante
La saison 2012-2013 du Championnat d'Australie de football est la 37e édition du championnat de première division en Australie et la 8e édition sous l'appellation A-League. 
La A-League regroupe neuf clubs du pays (plus une formation néo-zélandaise, les Wellington Phoenix) au sein d'une poule unique, où ils s'affrontent trois fois au cours de la saison. À la fin de la compétition, les six premiers du classement disputent la phase finale pour le titre. Le championnat fonctionne avec un système de franchises, comme en Nouvelle-Zélande ou en Major League Soccer; il n'y a donc ni promotion, ni relégation en fin de saison.
C'est le club des Central Coast Mariners qui remporte la compétition après avoir battu lors du Grand Final les Western Sydney Wanderers. Les Mariners se qualifient pour la prochaine édition de la Ligue des champions de l'AFC, en compagnie des Wanderers, leaders à l'issue de la phase régulière et de Melbourne Victory, 3e de la phase régulière.

## Les 10 clubs participants
| Club                          | Ville      | État                   | Entraîneur       | Stade                                                   | Capacité |
| ----------------------------- | ---------- | ---------------------- | ---------------- | ------------------------------------------------------- | -------- |
| Adélaïde United Football Club | Adélaïde   | Australie-Méridionale  | Michael Valkanis | Hindmarsh Stadium                                       | 17 000   |
| Brisbane Roar FC              | Brisbane   | Queensland             | Mike Mulvey      | Suncorp Stadium                                         | 52 500   |
| Central Coast Mariners FC     | Gosford    | Nouvelle-Galles du Sud | Graham Arnold    | Bluetongue Stadium                                      | 20 129   |
| Melbourne Heart               | Melbourne  | Victoria               | John Aloisi      | AAMI Park                                               | 31 050   |
| Melbourne Victory             | Melbourne  | Victoria               | Ange Postecoglou | AAMI Park Etihad Stadium                                | 31 050   |
| Newcastle United Jets FC      | Newcastle  | Nouvelle-Galles du Sud | Gary van Egmond  | EnergyAustralia Stadium Port Macquarie Regional Stadium | 26 164   |
| Perth Glory                   | Perth      | Australie-Occidentale  | Alistair Edwards | NIB Stadium                                             | 20 500   |
| Sydney FC                     | Sydney     | Nouvelle-Galles du Sud | Frank Farina     | Sydney Football Stadium                                 | 45 500   |
| Wellington Phoenix            | Wellington | Nouvelle-Zélande       | Chris Greenacre  | Westpac Stadium                                         | 36 000   |
| Western Sydney Wanderers FC   | Sydney     | Nouvelle-Galles du Sud | Tony Popović     | Parramatta Stadium                                      | 21 487   |

## Compétition

### Phase régulière
| Rang | Équipe                      | Pts | J  | G  | N | P  | Bp | Bc | Diff |
| ---- | --------------------------- | --- | -- | -- | - | -- | -- | -- | ---- |
| 1    | Western Sydney Wanderers FC | 57  | 27 | 18 | 3 | 6  | 41 | 21 | +20  |
| 2    | Central Coast Mariners FC   | 54  | 27 | 16 | 6 | 5  | 48 | 22 | +26  |
| 3    | Melbourne Victory           | 44  | 27 | 13 | 5 | 9  | 48 | 45 | +3   |
| 4    | Adelaide United             | 41  | 27 | 12 | 5 | 10 | 38 | 37 | +1   |
| 5    | Brisbane Roar FC T          | 35  | 27 | 10 | 5 | 12 | 33 | 29 | +4   |
| 6    | Perth Glory                 | 32  | 27 | 9  | 5 | 13 | 29 | 31 | -2   |
| 7    | Sydney FC                   | 32  | 27 | 9  | 5 | 13 | 41 | 51 | -10  |
| 8    | Newcastle Jets              | 31  | 27 | 8  | 7 | 12 | 30 | 45 | -15  |
| 9    | Melbourne Heart             | 27  | 27 | 8  | 3 | 16 | 31 | 40 | -9   |
| 10   | Wellington Phoenix          | 27  | 27 | 7  | 6 | 14 | 31 | 49 | -18  |

|  | Qualification pour la Ligue des champions de l'AFC 2014 et la phase finale |
|  | Qualification pour la phase finale                                         |
|  | T : Tenant du titre                                                        |

Attribution des points : victoire : 3, match nul : 1, défaite : 0.

### Phase finale
|  | Quarts de finale         | Quarts de finale       |                 |   | Demi-finales             | Demi-finales |  |  | Finale | Finale |
|  | Quarts de finale         | Quarts de finale       |                 |   | Demi-finales             | Demi-finales |  |  | Finale | Finale |
|  |                          |                        |                 |   |                          |              |  |  |        |        |
|  |                          |                        |                 |   |                          |              |  |  |        |        |
|  |                          |                        |                 |   |                          |              |  |  |        |        |
|  | Western Sydney Wanderers | 2                      |                 |   |                          |              |  |  |        |        |
|  | Western Sydney Wanderers | 2                      | Adelaide United | 1 |                          |              |  |  |        |        |
|  | Brisbane Roar            | 0                      | Adelaide United | 1 |                          |              |  |  |        |        |
|  | Brisbane Roar            | 0                      | Brisbane Roar   | 2 |                          |              |  |  |        |        |
|  |                          |                        | Brisbane Roar   | 2 | Western Sydney Wanderers | 0            |  |  |        |        |
|  |                          |                        |                 |   | Western Sydney Wanderers | 0            |  |  |        |        |
|  |                          | Central Coast Mariners | 2               |   |                          |              |  |  |        |        |
|  | Melbourne Victory a.p.   | Central Coast Mariners | 2               | 2 |                          |              |  |  |        |        |
|  | Melbourne Victory a.p.   | Central Coast Mariners | 1               | 2 |                          |              |  |  |        |        |
|  | Perth Glory              | Central Coast Mariners | 1               | 1 |                          |              |  |  |        |        |
|  | Perth Glory              | Melbourne Victory      | 0               | 1 |                          |              |  |  |        |        |
|  |                          | Melbourne Victory      | 0               |   |                          |              |  |  |        |        |

## All-Star team de la saison
Formation: 4-3-3 

| \| Nationalité \| Position \| Nom \| Club \| \| ------------- \| -------- \| ------------------------- \| ------------------------ \| \| \| GK \| Ante Covic \| Western Sydney Wanderers \| \| \| RB \| Jerome Polenz \| Western Sydney Wanderers \| \| \| CB \| Trent Sainsbury \| Central Coast Mariners \| \| \| CB \| Nikolai Topor-Stanley \| Western Sydney Wanderers \| \| \| LB \| Adama Traore \| Melbourne Victory \| \| \| RM \| Shinji Ono \| Western Sydney Wanderers \| \| \| CM \| Mark Milligan (capitaine) \| Melbourne Victory \| \| \| LM \| Michael McGlinchey \| Central Coast Mariners \| \| \| RF \| Jeremy Brockie \| Wellington Phoenix \| \| \| ST \| Alessandro Del Piero \| Sydney FC \| \| \| LF \| Marco Rojas \| Melbourne Victory \| \| \| Coach \| Tony Popovic \| Western Sydney Wanderers \| \| Remplaçants : \| \| \| \| \| \| GK \| Eugene Galeković \| Adelaide United \| \| \| CB \| Michael Thwaite \| Perth Glory \| \| \| CM \| Marcelo Carrusca \| Adelaide United \| \| \| ST \| Archie Thompson \| Melbourne Victory \| \| \| ST \| Daniel McBreen \| Central Coast Mariners \| |          |                           |                          |
| Nationalité | Position | Nom                       | Club                     |
| Drapeau de l'Australie | GK       | Ante Covic                | Western Sydney Wanderers |
| Drapeau de l'Allemagne | RB       | Jerome Polenz             | Western Sydney Wanderers |
| Drapeau de l'Australie | CB       | Trent Sainsbury           | Central Coast Mariners   |
| Drapeau de l'Australie | CB       | Nikolai Topor-Stanley     | Western Sydney Wanderers |
| Drapeau de la Côte d'Ivoire | LB       | Adama Traore              | Melbourne Victory        |
| Drapeau du Japon | RM       | Shinji Ono                | Western Sydney Wanderers |
| Drapeau de l'Australie | CM       | Mark Milligan (capitaine) | Melbourne Victory        |
| Drapeau de la Nouvelle-Zélande | LM       | Michael McGlinchey        | Central Coast Mariners   |
| Drapeau de la Nouvelle-Zélande | RF       | Jeremy Brockie            | Wellington Phoenix       |
| Drapeau de l'Italie | ST       | Alessandro Del Piero      | Sydney FC                |
| Drapeau de la Nouvelle-Zélande | LF       | Marco Rojas               | Melbourne Victory        |
| Drapeau de l'Australie | Coach    | Tony Popovic              | Western Sydney Wanderers |
| Remplaçants : |          |                           |                          |
| Drapeau de l'Australie | GK       | Eugene Galeković          | Adelaide United          |
| Drapeau de l'Australie | CB       | Michael Thwaite           | Perth Glory              |
| Drapeau de l'Argentine | CM       | Marcelo Carrusca          | Adelaide United          |
| Drapeau de l'Australie | ST       | Archie Thompson           | Melbourne Victory        |
| Drapeau de l'Australie | ST       | Daniel McBreen            | Central Coast Mariners   |

## Bilan de la saison
| Championnat d'Australie de football 2012-2013                        |                                    |
| Champion                                                             | Central Coast Mariners (1er titre) |
| Qualifications continentales                                         |                                    |
| Ligue des champions de l'AFC 2014                                    | Western Sydney Wanderers FC        |
| Ligue des champions de l'AFC 2014                                    | Central Coast Mariners             |
| Ligue des champions de l'AFC 2014                                    | Melbourne Victory (barrages)       |
| Promotions et relégations                                            |                                    |
| Promus en Championnat d'Australie de football                        | Aucun                              |
| Relégués en Championnat d'Australie de football de deuxième division | Aucun                              |